# Montierchaume
Montierchaume är en kommun i departementet Indre i regionen Centre-Val de Loire i de centrala delarna av Frankrike. Kommunen ligger i kantonen Châteauroux-Est som tillhör arrondissementet Châteauroux. År 2022 hade Montierchaume 1 637 invånare.

## Befolkningsutveckling
Antalet invånare i kommunen Montierchaume
Referens:INSEE